# لابيرجمونت-دي-فاري
لابيرجمونت-دي-فاري (بالفرنسية: L'Abergement-de-Varey)‏ هي بلدية فرنسية تقع في إقليم آن في فرنسا. رمز إنسي لها هو:1002. أما الرمز البريدي لها فهو: 1640.